# Ministério das Colónias
O Ministério das Colónias (1911 — 1951) foi um departamento ministerial do Governo de Portugal que tinha como responsabilidade a condução das políticas civis especificamente dirigidas aos territórios sob domínio colonial português, incluindo a adaptação e aplicação a esses territórios das políticas que no então território metropolitano da República Portuguesa eram responsabilidade de outros ministérios.

## História

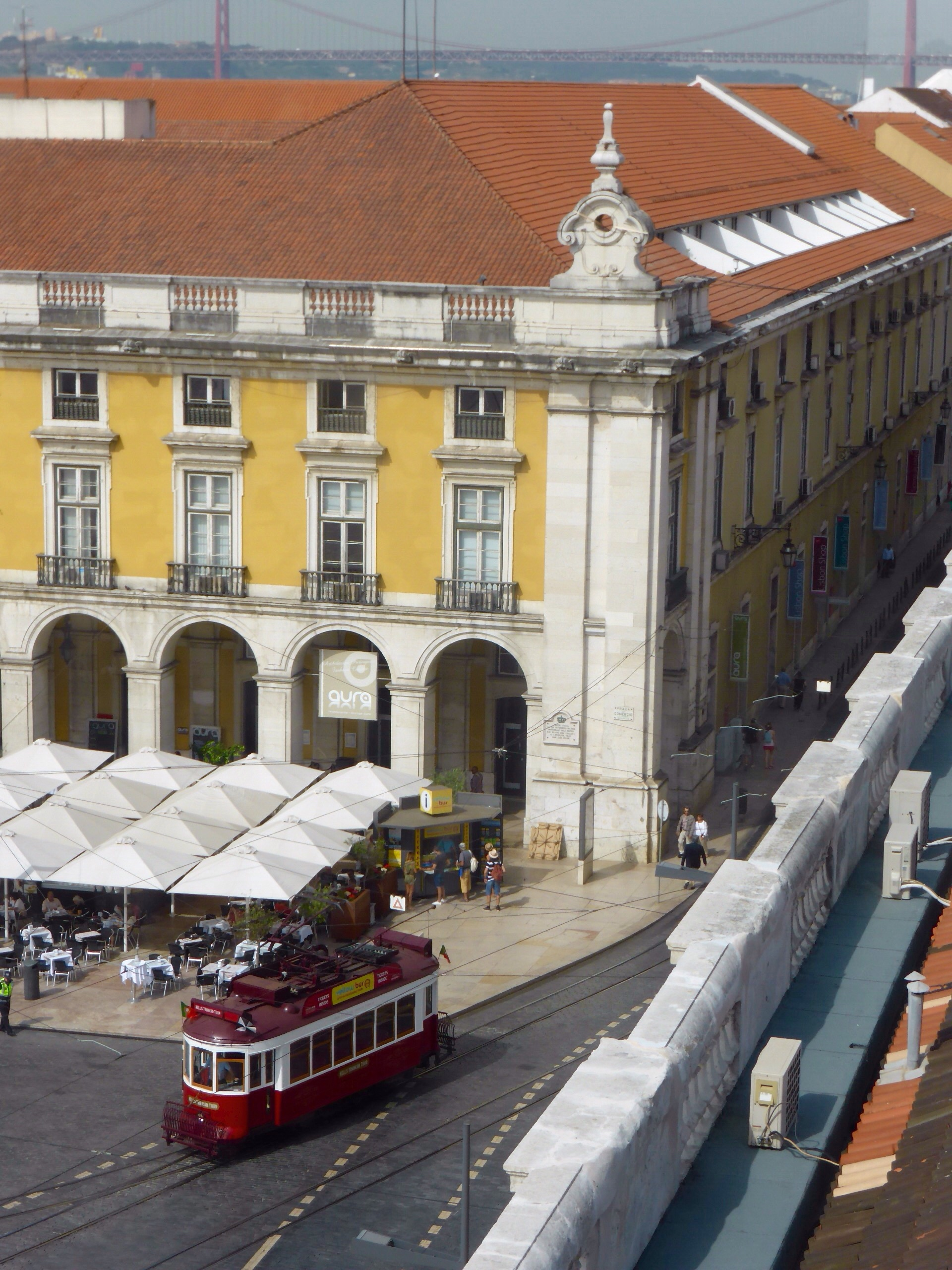
Sede do Ministério das Colónias/Ultramar até 1967, Praça do Comércio, Lisboa

As origens do Ministério das Colónias estão na Secretaria de Estado dos Negócios da Marinha e Domínios Ultramarinos, criada no século XVIII. Aquela Secretaria de Estado passou a ser designada, nos finais do século XIX, por Ministério da Marinha e Ultramar. Em 1910 passou a chamar-se Ministério da Marinha e Colónias.
Com a reorganização governamental promulgada por Decreto da Assembleia Nacional Constituinte de 23 de Agosto de 1911, os assuntos da Marinha foram separados dos assuntos ultramarinos, sendo então criados o Ministério das Colónias e o Ministério da Marinha.
Pelo Decreto-Lei n.º 38 300, de 15 de Junho de 1951, na sequência da revisão constitucional que transformou as colónias portuguesas em províncias ultramarinas, o departamento passou a designar-se Ministério do Ultramar, departamento que sucedeu ao Ministério das Colónias em todas as suas atribuições.